# Mantineo
En la mitología griega Mantineo (en griego Μαντινέα o Μαντινεὺς) era el héroe epónimo de la ciudad de Mantinea, en Arcadia.
Mantineo y sus hermanos, que alcanzaban el número de cincuenta, eran todos hijos de Licaón. Su madre pudo ser la ninfa epónima Cilene o Nonacris, o bien Mantineo es hijo de una mujer desconocida.
Su hija, Aglaya, llegó a ser la esposa del poderoso Abante, por entonces rey de Argos.
Pausanias nos dice que la ciudad de Mantinea está aproximadamente a unos doce estadios más allá de una fuente. Mantineo parece que fundó en otra parte la ciudad que todavía en nuestro tiempo los arcadios llaman Ptolis. De allí trasladó a sus habitantes Antínoe, hija de Cefeo, hijo de Aleo, por orden de un oráculo a este lugar, adoptando como guía de la expedición a una serpiente cuya especie no recuerdan. Por esto el río que corre junto a la ciudad actual recibió el nombre de Ofis («serpiente»).